# Love Don't Break Me
Love Don't Break Me è un singolo del cantante tedesco BILLY, pubblicato il 29 aprile 2016. È il primo nonché principale singolo estratto dall'extended play I'm Not OK.

## Video musicale
Il video musicale del brano è stato girato a Los Angeles nell'ottobre del 2015, con la regia di Shiro Gutzie e Davis Factor, ed è stato rilasciato insieme al singolo il 29 aprile 2016.

## Tracce
1. Love Don't Break Me – 3:36 (Bill Kaulitz, Tom Kaulitz, Shiro Gutzie, Morgan Karr, Pionear)